# Szátok
Szátok (szlovákul: Sádok vagy Sátok) község Nógrád vármegyében, a Rétsági járásban.

## Fekvése
A Cserhát nyugati részén, Tereske és Romhány között terül el. Főutcája az Érsekvadkerttől Romhány felé vezető 2117-es út, utóbbiba a község temetője közelében torkollik be, déli irányból a főváros felől valamivel egyszerűbb megközelítést biztosító, Tereskén átvezető 21 126-os számú mellékút.

## Története
A település első ismert okleveles említése 1255-ből maradt fent, ekkor Zatuc néven jegyezték fel a nevét. Az egykori Felső-Szátok a 14. században is lakott hely volt. 1383-ban két Szátok helységről is megemlékeznek az oklevelek. 1423-ban Kis-Szátokról van adatunk. A két Szátok közül az egyik a középkorban az esztergomi érsek birtoka volt. 1433-ban Kis-Szátok a Rhédei és a Felsőromhányi családok birtoka volt. A 16. század közepén a török hódoltsághoz tartozott és 1562-63-ban a nógrádi szandzsák községei között sorolták fel 10, 1579-ben pedig 8 adóköteles házzal. Ebben az évben a korábban még önálló Kis-Szátok települést a Alsó-Szátok néven, de már pusztaként említik, mint Juszuf bin Abdulah hűbérbirtokát.
A török hódoltság után 1848-ig az esztergomi káptalan birtoka volt. A Rákóczi-szabadságharc utolsó időszakának egyik nevezetes ütközete volt a romhányi csata, melynek hadmozdulatai Szátok határára is kiterjedtek. Emiatt Rákóczinak több emléke is él a községben, van a falu határában Rákóczi-forrás és még a kuruc világból maradt fenn az itteni Rákóczi-kút is; a hagyomány szerint II. Rákóczi Ferenc ásatta. Az 1715-ös összeíráskor kilenc magyar és öt tót, 1720-ban pedig 12 magyar, két német és 10 tót háztartást írtak itt össze.
A község régi kúriáját még Révay Gusztáv építtette a XVIII. században; a XIX. században jelentősen átépítették, későbbi tulajdonosainak egyike, László Imre népszerű nótaénekes volt. Az épületben a 20. században iskolát és diákotthont alakítottak ki. A 20. század elején a településhez tartoztak még Haragos-, Kacsicska- és Rákóczi-puszták is.

## Közélete

### Polgármesterei
- 1990–1994: Ghyczy György (független)[3]
- 1994–1998: Ghyczy György (független)[4]
- 1998–2002: Szűcs Lászlóné (független)[5]
- 2002–2006: Szűcs Lászlóné (független)[6]
- 2006–2010: Szűcs Lászlóné (független)[7]
- 2010–2014: Vezér Attila (független)[8]
- 2014–2019: Dóbiás Tibor Zoltán (Fidesz-KDNP)[9]
- 2019–2024: Pacsa Szilvia (független)[10]
- 2024– : Pacsa Szilvia (független)[1]

## Nevének eredete
A Szátok név eredete bizonytalan, egyes kutatók a Szatta településnévvel rokonítják, mely feltételezhetően egy Zot nevű, ótörök eredetű személynévből származhat. Utóbbinak a jelentése "elad, árusít".

## Népesség
A település népességének változása:
| Lakosok száma | 618  | 609  | 595  | 572  | 551  | 560  | 566  |
|               | 2013 | 2014 | 2015 | 2021 | 2022 | 2023 | 2024 |

2001-ben a település lakosságának 19%-a magyar, 80%-a cigány és 1%-a egyéb (főleg szlovén) nemzetiségűnek vallotta magát.
A 2011-es népszámlálás során a lakosok 97,6%-a magyarnak, 26,7% cigánynak, 0,3% románnak, 0,2% szlovák mondta magát (2,4% nem nyilatkozott; a kettős identitások miatt a végösszeg nagyobb lehet 100%-nál). A vallási megoszlás a következő volt: római katolikus 74,1%, református 1,4%, evangélikus 1,9%, felekezeten kívüli 9% (12,6% nem nyilatkozott).
2022-ben a lakosság 92,7%-a vallotta magát magyarnak, 23,6% cigánynak, 0,2% szlováknak, 0,7% egyéb, nem hazai nemzetiségűnek (7,3% nem nyilatkozott; a kettős identitások miatt a végösszeg nagyobb lehet 100%-nál). Vallásuk szerint 23,8% volt római katolikus, 2% református, 1,8% evangélikus, 0,7% egyéb keresztény, 0,5% egyéb katolikus, 4,4% felekezeten kívüli (66,6% nem válaszolt).

## Nevezetességei
- Római katolikus temploma XV. századi építésű, Mindenszentek tiszteletére szentelték fel; sekrestyéjében Nepomuki Szent Jánost ábrázoló kép található.
- Főterén, a községháza közelében áll Szent Flórián szobra, amelyet 1993-ban állítottak fel Miskédi György bánki szobrász alkotásaként, és amely egy korábban itt állt hasonló szobor pótlására készült, annak tönkremenetele után.
- Szátok az egyik (legnyugatabbi fekvésű) állomása a Nyugat-Cserháti Zöldútnak, amely a térség hat települését kapcsolja össze, a természeti és épített örökségek helyszíneit összekötő turisztikai útvonalként.
- A községhatár Szente felőli részén van a Rákóczi-forrás, a hagyomány szerint Rákóczi Ferenc itt itatta lovait a romhányi csatát megelőzően és innen figyelte a csatamezőt.

## Képgaléria

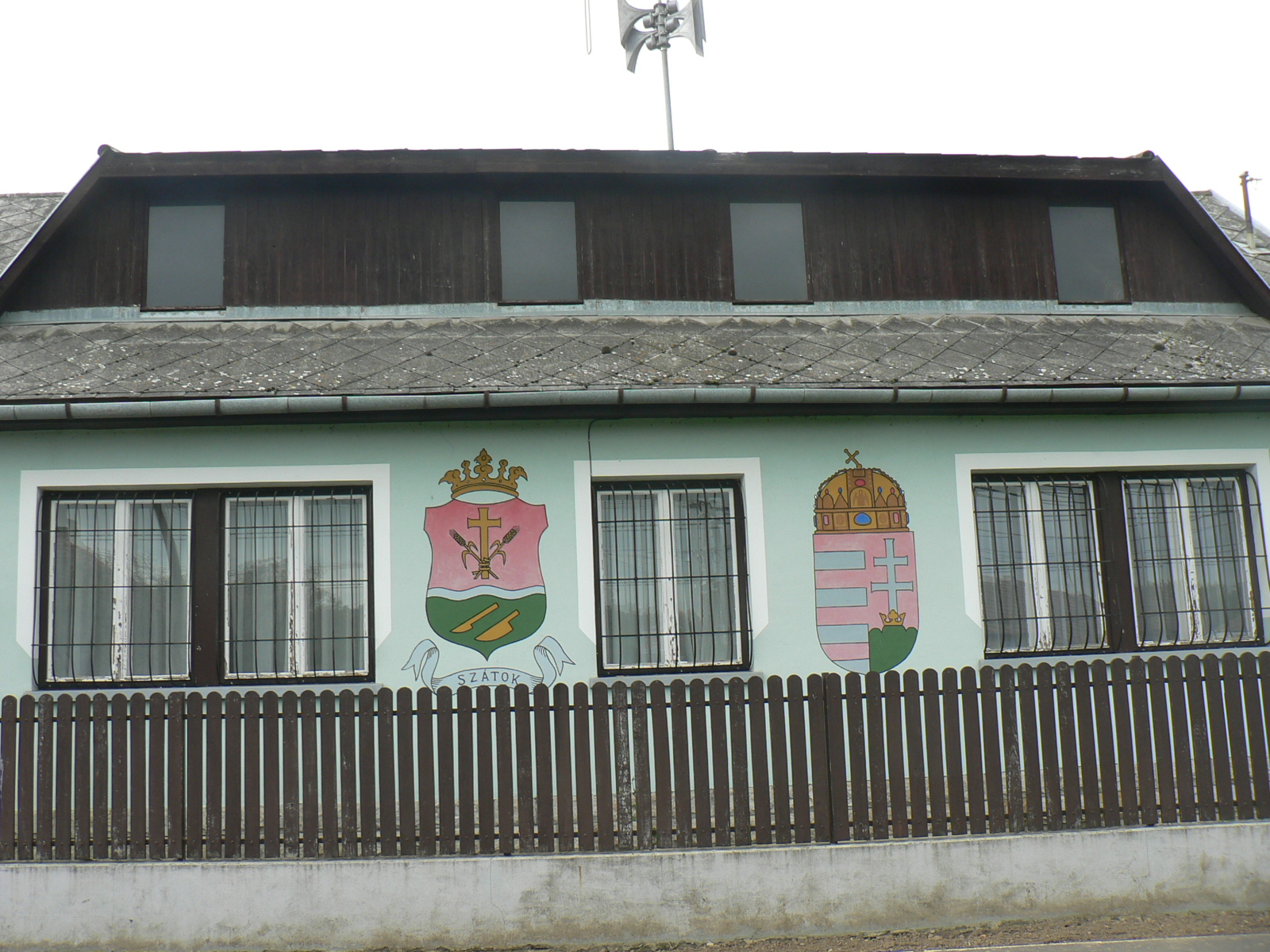
Szátok, községháza
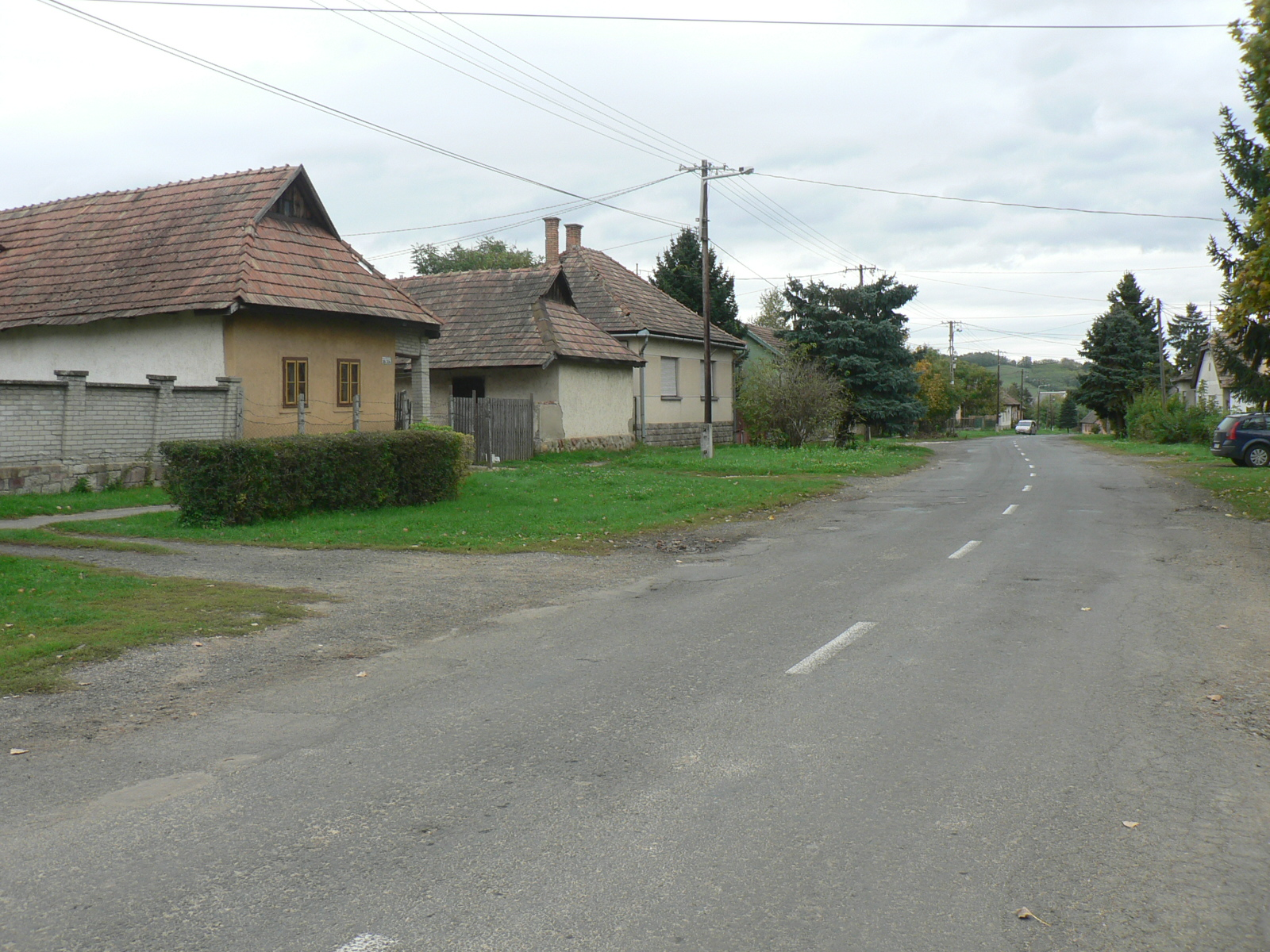
Szátoki utcakép, bal oldalt hagyományos stílusban épült lakóházakkal
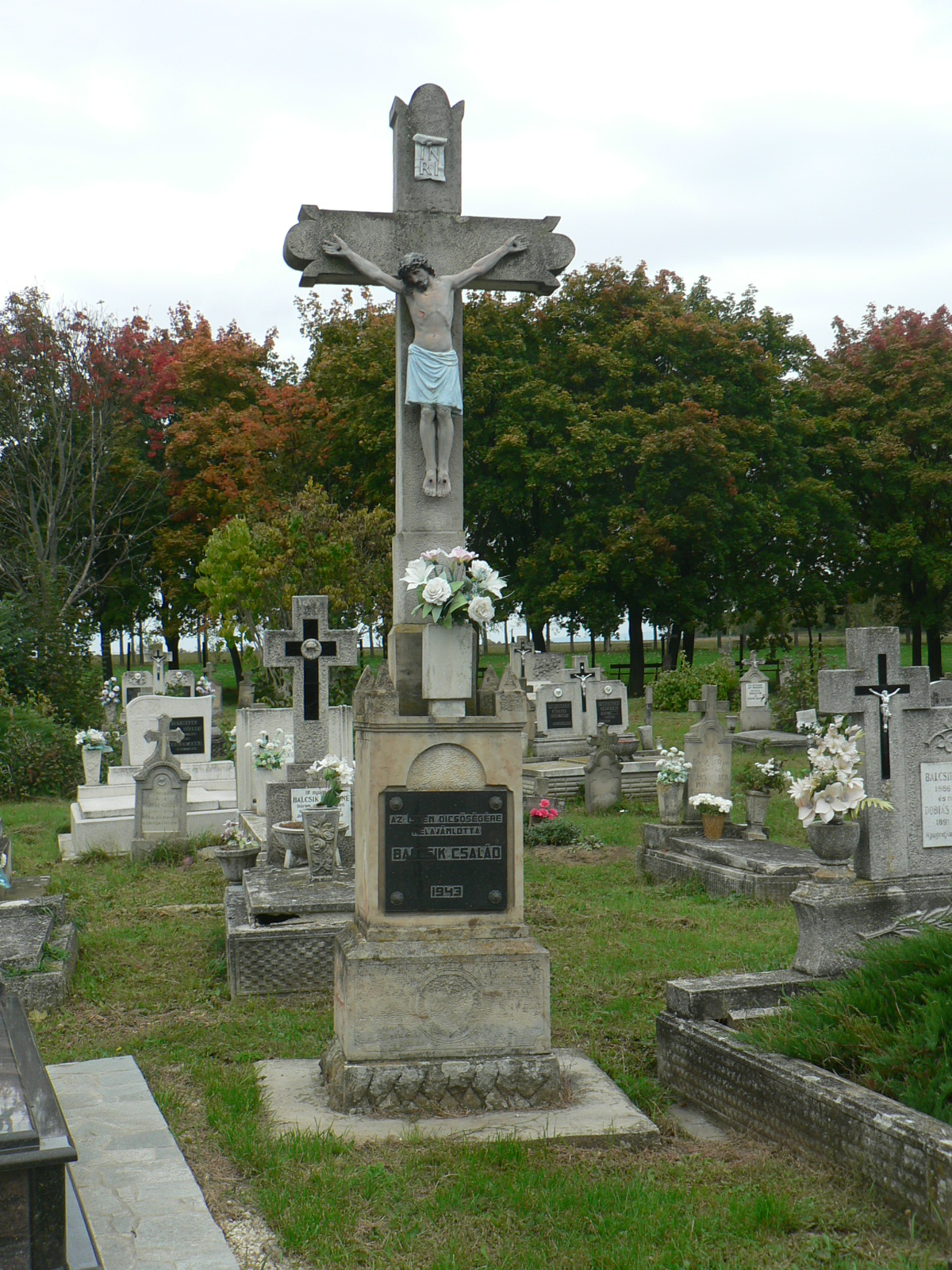
Nagykereszt a temetőben
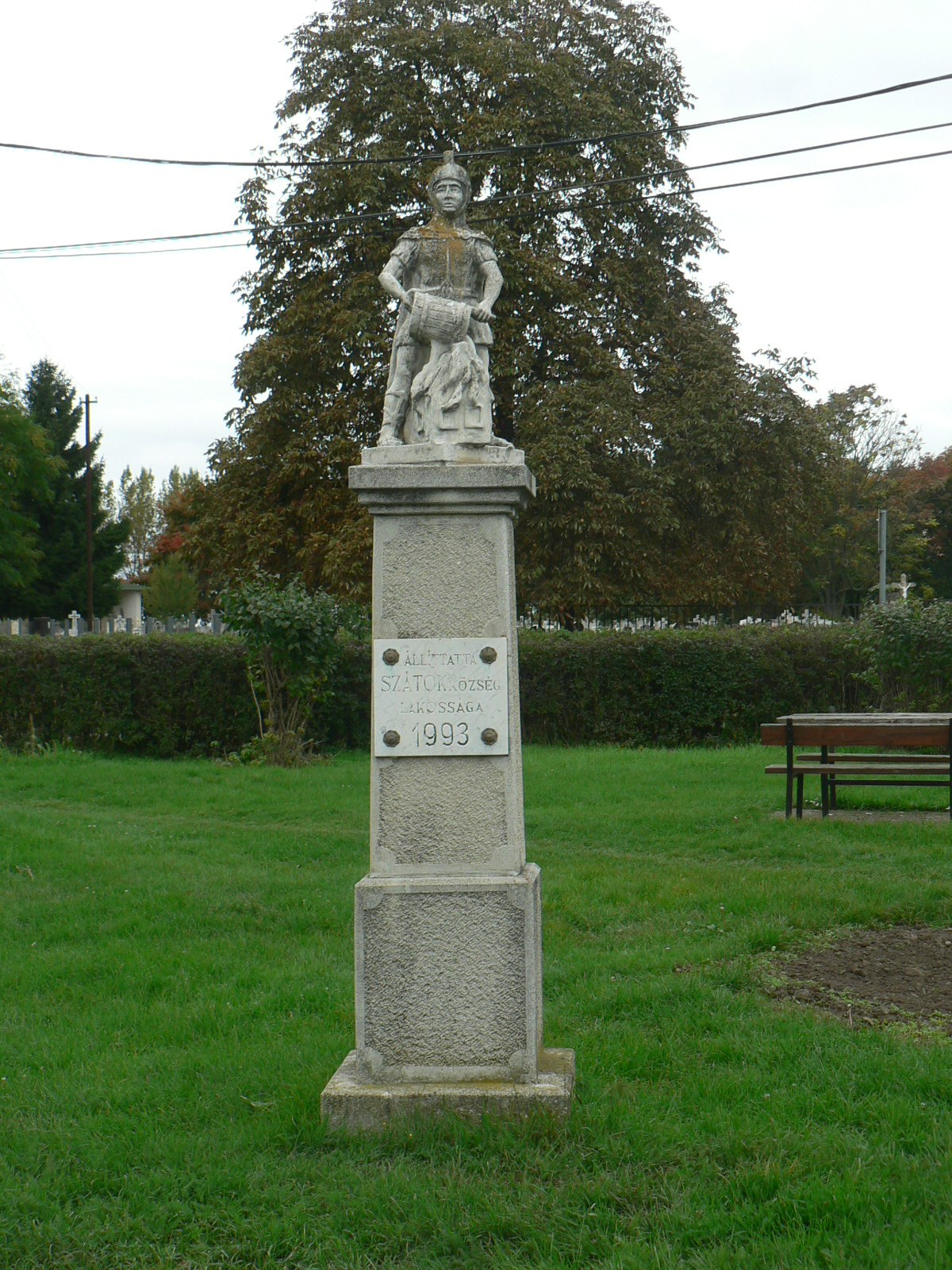
Szent Flórián szobra
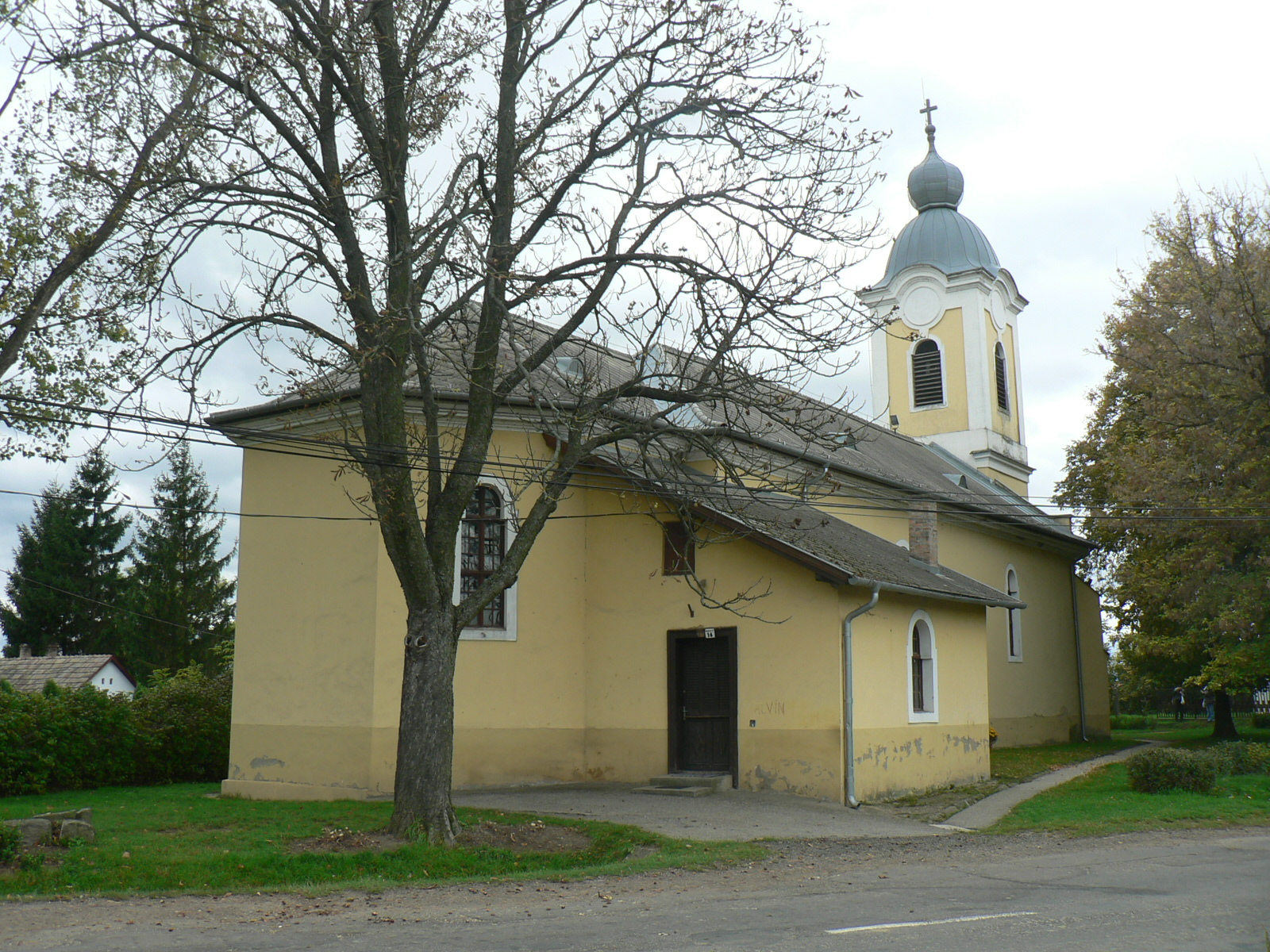
A templom a főút felől nézve
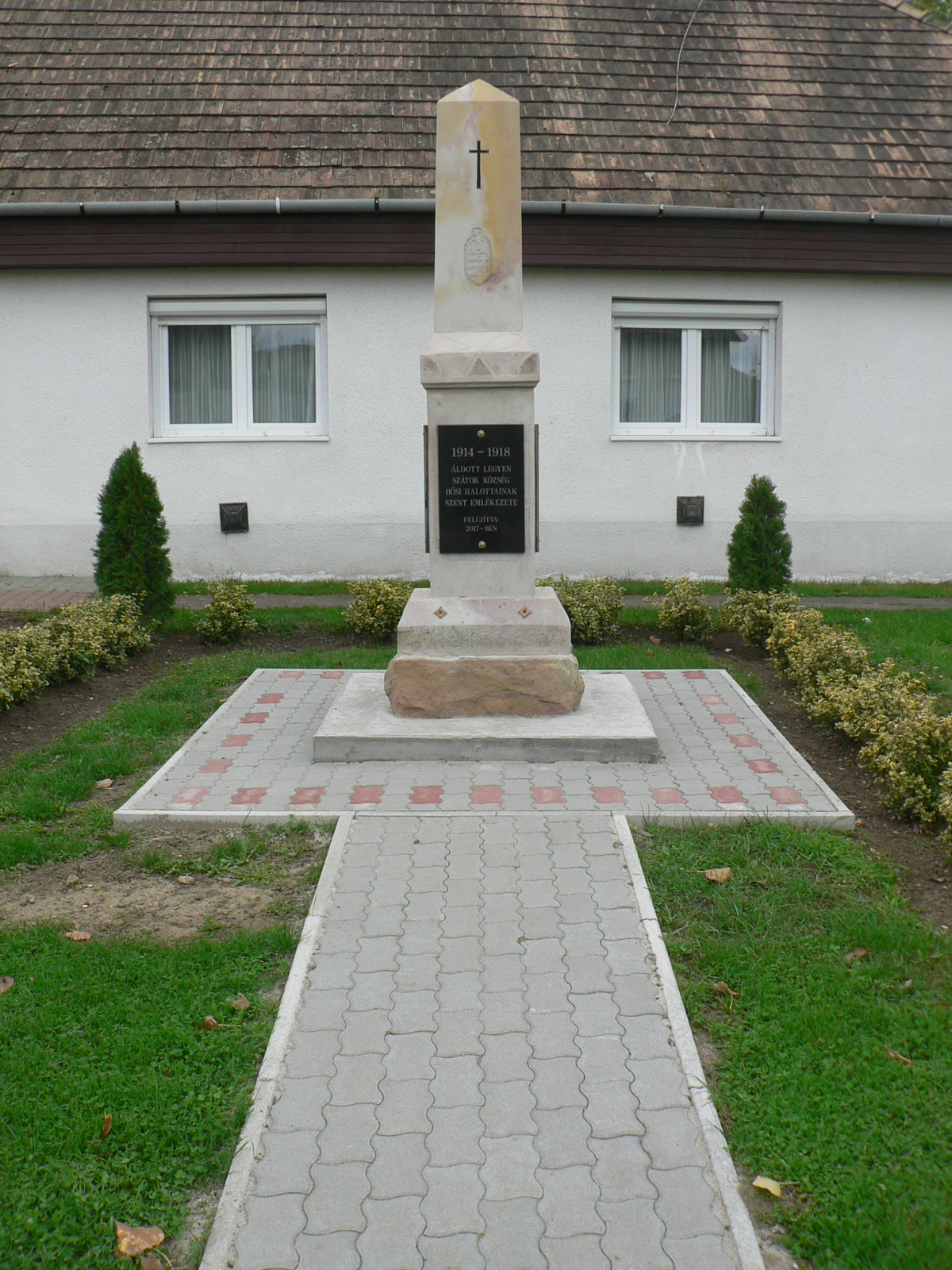
Az első világháborús hősi emlékmű a főút felől nézve
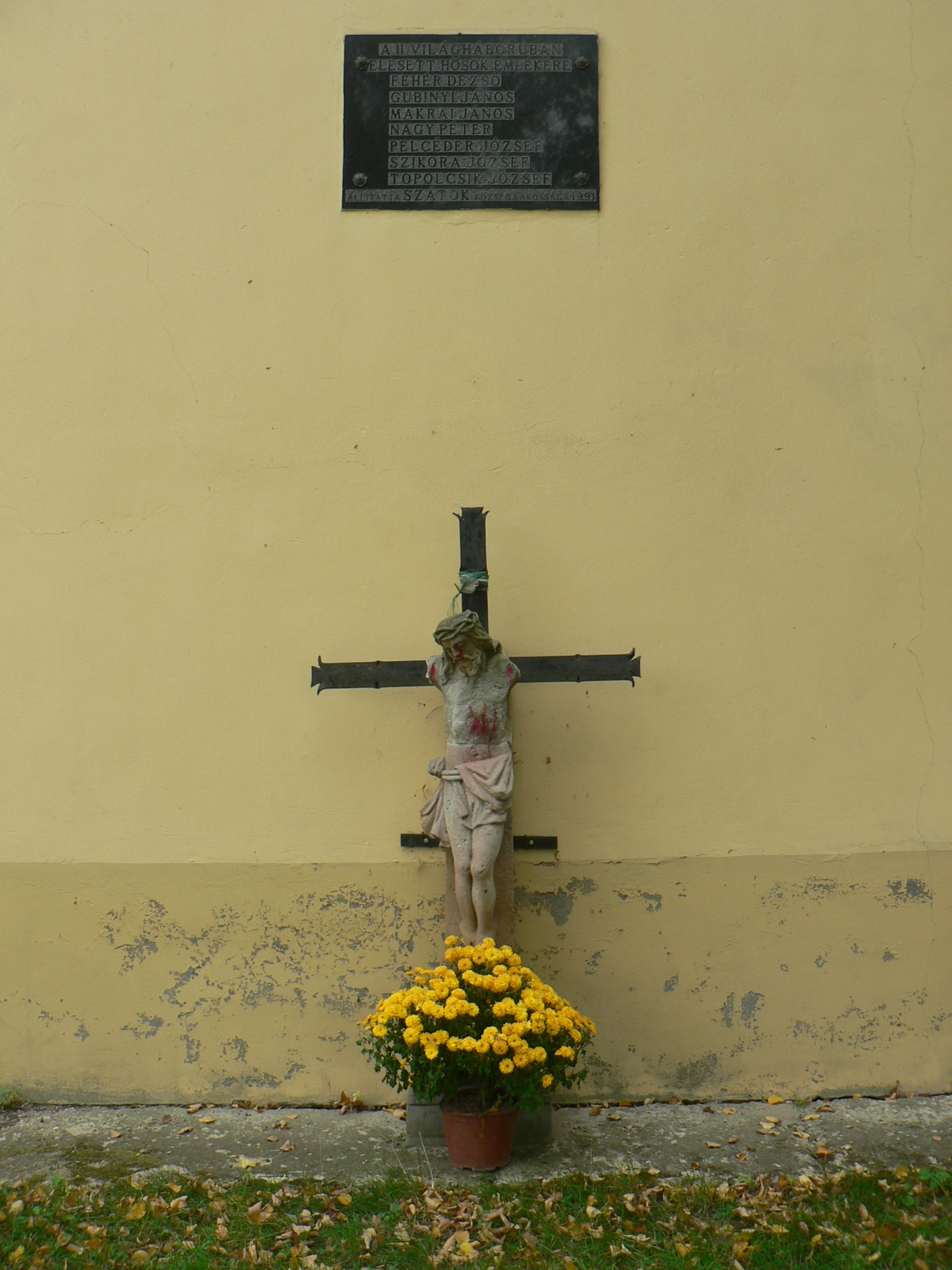
A második világháborús hősi halottak emlékhelye
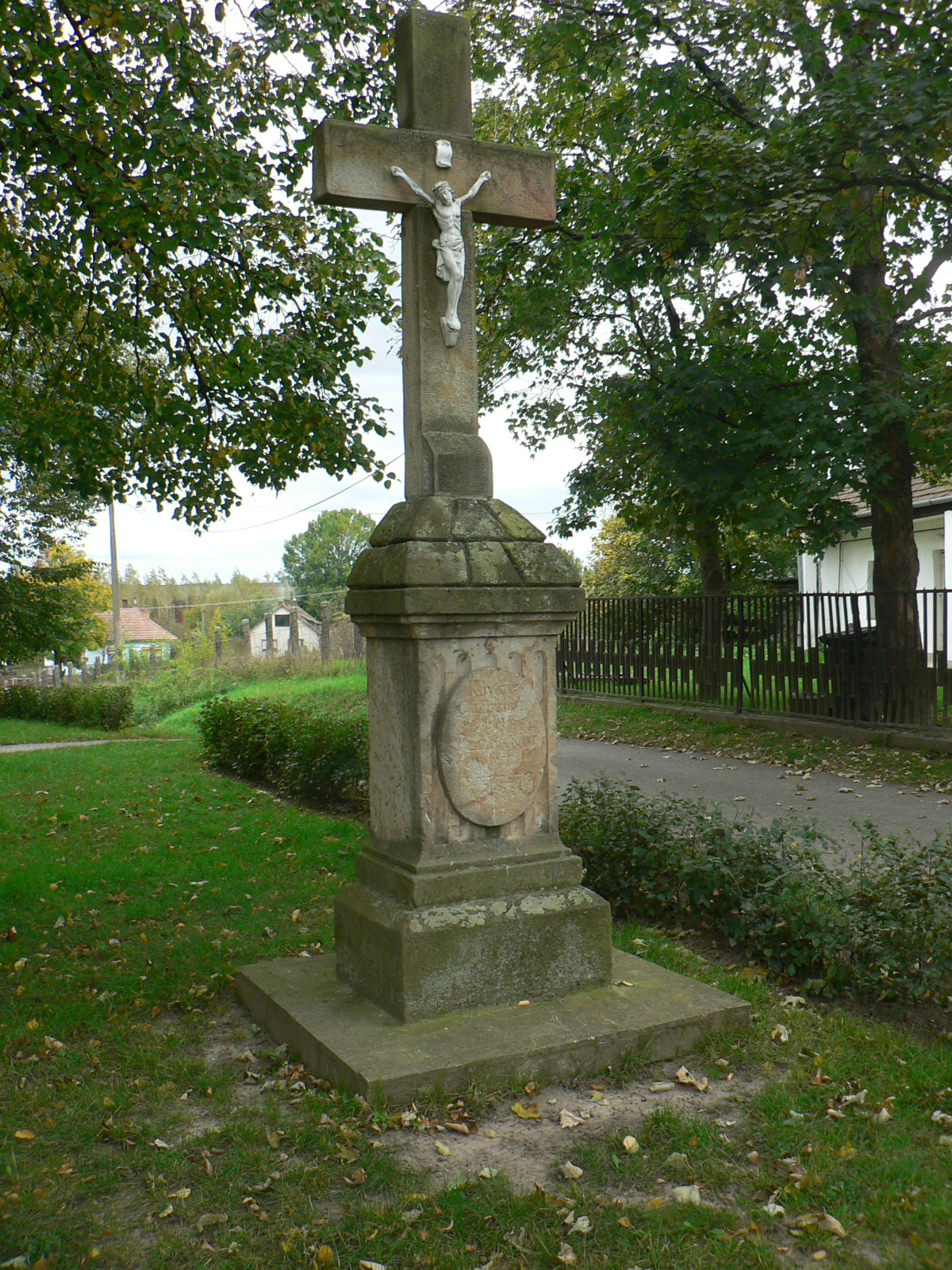
Kőkereszt a templom előtt

## Külső hivatkozások
- Szátok az utazom.com honlapján
- Szátok az Ipoly-menti Palócok Honlapján